# Szárföld
Szárföld es un pueblo húngaro perteneciente al condado de Győr-Moson-Sopron, distrito de Kapuvár.

## Superficie
Cuenta con una superficie de 17,11 kilómetros cuadrados.

## Demografía
Hasta 2023 la población era de 1038 habitantes, con una densidad de población de 60,66 habitantes por kilómetro cuadrado.
| Gráfica de evolución demográfica de Szárföld entre 2018 y 2023 |
|                                                                |
| Datos según la Oficina Central de Estadística de Hungría.      |